# Coal Valley
Coal Valley é uma vila localizada no estado americano de Illinois, no Condado de Henry e Condado de Rock Island.

## Demografia
Segundo o censo americano de 2000, a sua população era de 3606 habitantes.
Em 2006, foi estimada uma população de 3975, um aumento de 369 (10.2%).

## Geografia
De acordo com o United States Census Bureau tem uma área de
7,4 km², dos quais 7,4 km² cobertos por terra e 0,0 km² cobertos por água. Coal Valley localiza-se a aproximadamente 171 m acima do nível do mar.

## Localidades na vizinhança
O diagrama seguinte representa as localidades num raio de 12 km ao redor de Coal Valley.